# 萨尔瓦多·桑切斯·塞伦
萨尔瓦多·桑切斯·塞伦（西班牙語：Salvador Sánchez Cerén，1944年6月18日—），萨尔瓦多政治人物和前教师，前薩爾瓦多總統。
2009年与毛里西奥·富内斯组成竞选搭档参加2009年总统选举并获胜，他当选为副总统。在2014年总统选举中，他代表左派法拉本多·马蒂民族解放阵线在第二轮投票中以50.11%的微弱多数赢得大选，当选为新总统，2014年6月1日正式就职，2019年卸任。

## 生平
萨尔瓦多·桑切斯·塞伦1944年6月18日出生于萨尔瓦多克萨尔特佩克，他父亲安东尼奥·阿方索·桑切斯（Antonio Alfonso Sánchez）是一个木匠，母亲多洛雷斯（Dolores Rodas）是售货员，两人生有12个孩子，三个夭折，桑切斯·塞伦排行第九。他年轻的时候就开始帮家里打工挣钱，他的工人阶级背景使他成为一个反自由贸易和财富再分配的政治家。他在Escuela de Varones Jose Dolores La Reynaga完成中学教育。后进入阿尔韦托·马斯费雷尔学校(师范学校)。在那里开始他的政治意识和参与政治。毕业后他在公共社区和农村学校教了十年书。
他的政治思想来源于各种民主和革命组织，被介绍进入统一人民行动阵线 (FUAR，Frente Unido de Accion Revolucionaria)。后又成为PRAM (Partido Revolicionario Abril y Mayo)成员，该政党反对独裁，倡导反帝国主义。然后他又加入了民族民主联盟(UDN，Union Democratica Nacionalista)和行动革新党(Partido Accion Renovadora)。在1970年代，他加入了五个左翼组织之一的Fuerzas Populares de Liberación "Farabundo Martí" (FPL，法拉本多·马蒂民族解放阵线前身)。
1980年萨尔瓦多内战开始，桑切斯·塞伦以“莱昂内尔·冈萨雷斯”的化名成为一名军事指挥官。1984年，他成为法拉本多·马蒂民族解放阵线的军事总指挥官，直到1992年查普尔特佩克和平协议签署，左派法拉本多·马蒂民族解放阵线成为一个合法的政党。
2000年，桑切斯·塞伦当选为萨尔瓦多立法议会议员，2003年和2006年再次当选。2001年到2004年间，他担任FMLN总协调员。2006年，萨尔瓦多共产党领导人和民族解放阵线指挥官豪尔赫·沙菲克·安达尔（Schafik Handal）死后，他接替了安达尔的位置。2007年4月，他被选为毛里西奥·富内斯的竞选伙伴，参加2009年的总统选举。2009年3月15日，富内斯和桑切斯·塞伦击败了民族主义共和联盟，当选为正、副总统。6月1日，萨尔瓦多·桑切斯·塞伦宣誓就任副总统。
2014年2月2日，萨尔瓦多举行总统选举，桑切斯·塞伦被法拉本多·马蒂民族解放阵线推为总统候选人，在3月9日的第二轮投票中以50．11％的的微弱多数击败民族主义共和联盟候选人诺曼·基哈诺当选为萨尔瓦多总统。
2017年4月，他帶領薩爾瓦多，因要維護國民健康和環境，而成為首個禁止開採金屬礦的國家。
2018年8月21日，萨尔瓦多与中华民国断交。同日，中华人民共和国国务委员兼外交部长王毅在北京同萨尔瓦多外长卡洛斯·阿尔弗雷多·卡斯塔内达签署《中华人民共和国和萨尔瓦多共和国关于建立外交关系的联合公报》，萨尔瓦多与中华人民共和国互相承认并建立大使级外交关系。同年10月31日至11月6日，萨尔瓦多应习近平的邀请对中国进行国事访问，并出席首届中国国际进口博览会开幕式。